# Barbarići Kravarski
Barbarići Kravarski – wieś w Chorwacji, w żupanii zagrzebskiej, w gminie Kravarsko. W 2011 roku liczyła 202 mieszkańców.